# Bahaba taipingensis
Bahaba taipingensis is een  straalvinnige vissensoort uit de familie van ombervissen (Sciaenidae). De wetenschappelijke naam van de soort is voor het eerst geldig gepubliceerd in 1932 door Herre.
De soort staat op de Rode Lijst van de IUCN als Kritiek, beoordelingsjaar 2006. De omvang van de populatie is volgens de IUCN dalend.